# Sue Bird

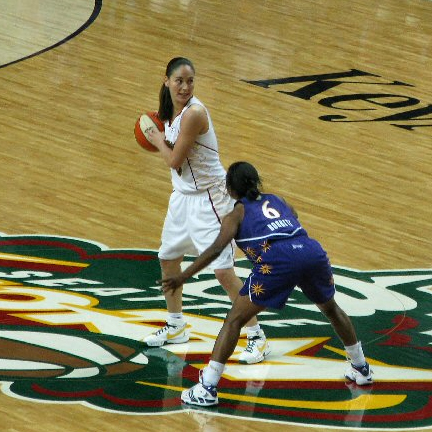
Bird podczas WNBA play-off 2008 przeciw LA Sparks.

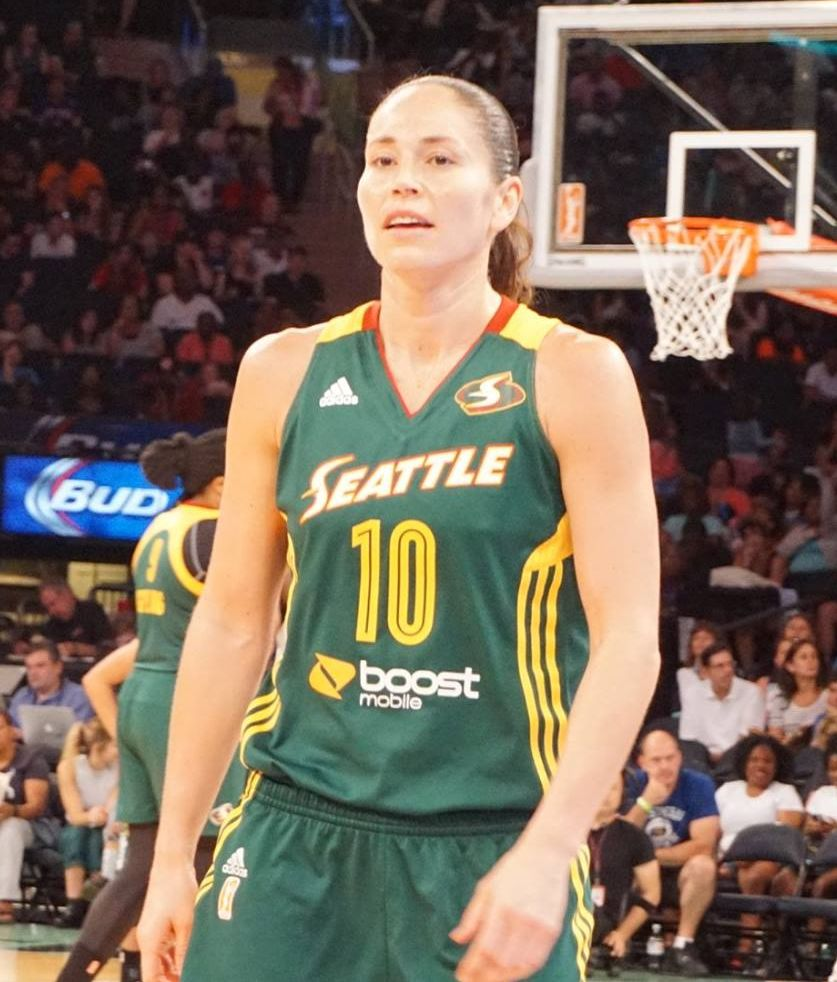
Bird podczas rozgrywek WNBA 2015.

Suzanne Brigit „Sue” Bird (ur. 16 października 1980 w Syosset) – amerykańska koszykarka występująca na pozycji rozgrywającej, posiadająca także izraelskie obywatelstwo, pięciokrotna złota medalistka olimpijska oraz czterokrotna świata, obecnie zawodniczka Seattle Storm.
Mierząca 175 cm wzrostu zawodniczka studiowała na University of Connecticut, uczelnię ukończyła w 2002, zdobywając dwa tytuły mistrzyni NCAA (2000 i 2002). Do WNBA została wybrana z pierwszym numerem w drafcie w 2002 przez Seattle Storm i nadal broni barw tej organizacji. Ze Storm była mistrzynią ligi (2004, 2010). Pięciokrotnie była wybierana do WNBA All-Star Game, trafiła także do WNBA All-Decade Team. W Europie grała w Rosji, ze Spartakiem Moskwa zwyciężała w rozgrywkach krajowych oraz w Eurolidze.
Bird ma miejsce w reprezentacji Stanów Zjednoczonych. Poza czterema mistrzostwami olimpijskimi (2004, 2008, 2012, 2016) może się poszczycić m.in. złotym krążkiem mistrzostw świata (2002) oraz brązowym medalem tej imprezy (2006).

## Osiągnięcia
Stan na 31 stycznia 2022, na podstawie, o ile nie zaznaczono inaczej.

### NCAA
- Mistrzyni NCAA (2000, 2002)
- Uczestniczka rozgrywek:
  - NCAA Final Four (2000, 2001, 2002)
  - Sweet 16 turnieju NCAA (1999–2002)
- Mistrzyni:
  - sezonu regularnego konferencji Big East (1999–2002)
  - turnieju Big East (1999–2002)
- Zawodniczka Roku:
  - NCAA według:
    - United States Basketball Writers Association (Amerykańskiego Stowarzyszenia Dziennikarzy Koszykarskich – 2002)
    - im. Naismitha (2002)[7]
    - Associated Press (2002)
    - Wade Trophy (2002)

  - Konferencji Big East (2002)
  - stanu Connecticut  (2002)
- Laureatka:
  - Nancy Lieberman Award (2000–2002)
  - Senior CLASS Award (2002)
  - Honda Sports Award (2002)
  - Top Female College Athlete of the Year ESPY (2002)
  - Most Outstanding Player (MOP=MVP) turnieju NCAA regionu środkowego-wschodu  (2002)
- Zaliczona do:
  - I składu:
  - WBCA All-American (1998)
  - Big East (2001, 2002)
  - turnieju Big East (2002)
  - NCAA Final Four (2000, 2002)
  - Connecticut Huskies of Honor
  - II składu Big East (2000)
- Liderka NCAA w skuteczności rzutów wolnych (2002)

### WNBA
- Mistrzyni WNBA (2004, 2010, 2018, 2020[8])
- Zdobywczyni pucharu WNBA Commissioner’s Cup (2021)[9]
- Laureatka:
  - Kim Perrot Sportsmanship Award (2011, 2017, 2018)
  - WNBA Peak Performers Award (2009, 2016 w kategorii asyst)
- Uczestniczka meczu gwiazd:
  - WNBA (2002–2003, 2005, 2006, 2007 – powołana, nie wystąpiła z powodu kontuzji, 2009, 2011, 2014–2015, 2017, 2018)
  - kadra USA vs gwiazdy WNBA (2021)[10]
- Zaliczona do:
  - I składu WNBA (2002–2005, 2016)
  - II składu WNBA (2008, 2010, 2011)
  - WNBA All-Decade Team (2006)
  - składu:
    - Women's National Basketball Association's Top 15 Team (2011)
    - WNBA Top 20@20 (2016 – 20. najlepszych zawodniczek w historii WNBA)
    - WNBA 25th Anniversary Team (2021)[11]
- Liderka WNBA w:
  - asystach (2005, 2009, 2016)
  - skuteczności rzutów wolnych (2002)

### Inne
Drużynowe
- Mistrzyni:
  - Euroligi (2007–2010, 2013)
  - Rosji (2007, 2008, 2012–2014)
- Wicemistrzyni:
  - Ligi Światowej FIBA (2007)
  - Euroligi (2011)
  - Rosji (2005, 2009–2011)
- Brąz Euroligi (2012, 2014)
- Zdobywczyni:
  - Superpucharu Europy (2009, 2010, 2013)
  - pucharu Rosji (2012, 2013, 2014)[12][13]
- Finalistka pucharu Rosji (2010)[14]

Indywidualne
- MVP pucharu Rosji (2012)[12]
- Uczestniczka meczu gwiazd Euroligi (2008, 2011)
- Zaliczona przez eurobasket.com do:
  - II składu ligi rosyjskiej PBL (2009, 2012, 2014)[15][12][13]
  - honorable mention PBL (2011)[16]
- Liderka w:
  - asystach:
    - NWBL (2003)
    - ligi rosyjskiej (2010, 2012, 2014)

  - skuteczności rzutów wolnych ligi rosyjskiej (2007)[17]

### Reprezentacyjne
Drużynowe
- Mistrzyni:
  - świata (2002, 2010, 2014, 2018)
  - olimpijska (2004, 2008, 2012, 2016, 2020[18])
  - Ameryki (2007)
  - turnieju:
    - UMMC Jekaterynburg International Invitational (2009)
    - FIBA Diamond Ball (2008)
    - Opals World Challenge (2002)

  - Pucharu R. Williama Jonesa (2000)
- Brązowa medalistka mistrzostw świata (2006)
- Uczestniczka spotkania WNBA vs. USA Basketball: The Game at Radio City (2004)[19]

Indywidualne
- Koszykarka roku USA Basketball (2021)
- Zaliczona do I składu mistrzostw świata (2006)